# Temporada 2012-13 de la NBA
La temporada 2012-13 de la NBA fue la sexagesimoséptima de la historia de la competición norteamericana de baloncesto. La temporada regular comenzó el 30 de octubre de 2012, y acabó el 17 de abril de 2013, dando paso a los playoffs tres días después. El All-Star Game tuvo lugar en el Toyota Center de Houston el 17 de febrero. Los Playoffs de la NBA comenzaron el día 20 de abril de 2013

## Clasificaciones
Actualizada: 18-04-2013
Clave: G: Partidos ganados; P: Partidos perdidos; PV: Partidos de desventaja; PCT: Porcentaje de victorias; CONF.: Conferencia; DIV.: División; CASA: Resultados local; FUERA: Resultados visitante; Ult. 10: Partidos ganados-perdidos en los últimos 10 disputados; RACHA: Racha de partidos Ganados o Perdidos.
| Conferencia Este         | Conferencia Este | Conferencia Este | Conferencia Este | Conferencia Este | Conferencia Este | Conferencia Este | Conferencia Este | Conferencia Este | Conferencia Este | Conferencia Este |
| ------------------------ | ---------------- | ---------------- | ---------------- | ---------------- | ---------------- | ---------------- | ---------------- | ---------------- | ---------------- | ---------------- |
| División Atlántico       | G                | P                | PCT              | PV               | CONF.            | DIV.             | CASA             | FUERA            | Ult. 10          | RACHA            |
| y-New York Knicks        | 54               | 28               | 0.659            | 0.0              | 37-15            | 10-6             | 31-10            | 23-18            | 8-2              | G 1              |
| x-Brooklyn Nets          | 49               | 33               | 0.598            | 5.0              | 36-16            | 11-5             | 26-15            | 23-18            | 7-3              | G 2              |
| x-Boston Celtics         | 41               | 40               | 0.506            | 12.5             | 27-24            | 7-9              | 27-13            | 14-27            | 4-6              | P 1              |
| o-Philadelphia 76ers     | 34               | 48               | 0.415            | 20.0             | 22-30            | 7-9              | 23-18            | 11-30            | 5-5              | G 1              |
| o-Toronto Raptors        | 34               | 48               | 0.415            | 20.0             | 22-30            | 5-11             | 21-20            | 13-28            | 7-3              | G 5              |
| División Central         | G                | P                | PCT              | PV               | CONF.            | DIV.             | CASA             | FUERA            | Ult. 10          | RACHA            |
| y-Indiana Pacers         | 49               | 32               | 0.605            | 0.0              | 31-20            | 13-3             | 30-11            | 19-21            | 5-5              | P 3              |
| x-Chicago Bulls          | 45               | 37               | 0.549            | 4.5              | 34-18            | 9-7              | 24-17            | 21-20            | 5-5              | G 2              |
| x-Milwaukee Bucks        | 34               | 48               | 0.463            | 11.5             | 24-28            | 7-9              | 21-20            | 17-24            | 3-7              | G 1              |
| o-Detroit Pistons        | 29               | 53               | 0.354            | 20.5             | 25-27            | 8-8              | 18-23            | 11-30            | 5-5              | P 1              |
| o-Cleveland Cavaliers    | 24               | 58               | 0.293            | 25.5             | 18-34            | 3-13             | 14-27            | 10-31            | 2-8              | P 6              |
| División Sureste         | G                | P                | PCT              | PV               | CONF.            | DIV.             | CASA             | FUERA            | Ult. 10          | RACHA            |
| z-Miami Heat             | 66               | 16               | 0.805            | 0.0              | 41-11            | 15-1             | 37-4             | 29-12            | 9-1              | G 8              |
| x-Atlanta Hawks          | 44               | 38               | 0.537            | 22.0             | 29-23            | 11-5             | 25-16            | 19-22            | 4-6              | P 2              |
| o-Washington Wizards     | 29               | 53               | 0.354            | 37.0             | 15-37            | 5-11             | 22-19            | 7-34             | 3-7              | P 6              |
| o-Charlotte Bobcats      | 21               | 61               | 0.256            | 45.0             | 18-34            | 6-10             | 15-26            | 6-35             | 4-6              | G 3              |
| o-Orlando Magic          | 20               | 62               | 0.244            | 46.0             | 10-42            | 3-13             | 12-29            | 8-33             | 2-8              | P 3              |
| Conferencia Oeste        |                  |                  |                  |                  |                  |                  |                  |                  |                  |                  |
| División Noroeste        | G                | P                | PCT              | PV               | CONF.            | DIV.             | CASA             | FUERA            | Ult. 10          | RACHA            |
| c-Oklahoma City Thunder  | 60               | 22               | 0.732            | 0.0              | 39-13            | 10-6             | 34-7             | 26-15            | 7-3              | P 1              |
| x-Denver Nuggets         | 57               | 25               | 0.695            | 3.0              | 38-14            | 11-5             | 38-3             | 19-22            | 8-2              | G 3              |
| o-Utah Jazz              | 43               | 39               | 0.524            | 17.0             | 26-26            | 9-7              | 30-11            | 13-28            | 7-3              | P 1              |
| o-Portland Trail Blazers | 33               | 49               | 0.402            | 27.0             | 18-34            | 6-10             | 22-19            | 11-30            | 0-10             | P 13             |
| o-Minnesota Timberwolves | 31               | 51               | 0.378            | 29.0             | 17-35            | 4-12             | 20-21            | 11-30            | 5-5              | G 1              |
| División Pacífico        | G                | P                | PCT              | PV               | CONF.            | DIV.             | CASA             | FUERA            | Ult. 10          | RACHA            |
| x-Los Angeles Clippers   | 56               | 26               | 0.683            | 0.0              | 35-17            | 11-5             | 32-9             | 24-17            | 7-3              | G 7              |
| x-Golden State Warriors  | 47               | 35               | 0.573            | 9.0              | 28-24            | 9-7              | 28-13            | 19-22            | 6-4              | G 2              |
| x-Los Angeles Lakers     | 45               | 37               | 0.549            | 11.0             | 28-24            | 8-8              | 29-12            | 16-25            | 8-2              | G 5              |
| o-Sacramento Kings       | 28               | 54               | 0.341            | 28.0             | 14-38            | 7-9              | 20-21            | 8-33             | 2-8              | P 4              |
| o-Phoenix Suns           | 25               | 57               | 0.305            | 31.0             | 17-35            | 5-11             | 17-24            | 8-33             | 2-8              | P 1              |
| División Suroeste        | G                | P                | PCT              | PV               | CONF.            | DIV.             | CASA             | FUERA            | Ult. 10          | RACHA            |
| y-San Antonio Spurs      | 58               | 24               | 0.707            | 0.0              | 33-19            | 12-4             | 35-6             | 23-18            | 3-7              | P 3              |
| x-Memphis Grizzlies      | 56               | 26               | 0.683            | 2.0              | 34-18            | 10-6             | 32-9             | 24-17            | 8-2              | G 2              |
| x-Houston Rockets        | 45               | 37               | 0.549            | 13.0             | 24-28            | 6-10             | 29-12            | 16-25            | 6-4              | P 2              |
| o-Dallas Mavericks       | 41               | 41               | 0.500            | 17.0             | 24-28            | 7-9              | 24-17            | 17-24            | 6-4              | G 1              |
| o-New Orleans Hornets    | 27               | 55               | 0.329            | 31.0             | 15-37            | 5-11             | 16-25            | 11-30            | 2-8              | P 5              |

x:Clasificado para playoffs
y: Campeón de División
z: Ventaja de campo en todos los playoffs
c: Ventaja de campo dentro de la Conferencia
o: Eliminado de los playoffs
- Boston Celtics e Indiana Pacers tienen un partido menos  debido a que se canceló el que debía jugarse al día siguiente a las explosiones en el maratón de Boston. Dos días después se decidió suspenderlo de forma definitiva ya que no afectaba en nada las posiciones de los equipos clasificacdos para los Play-offs.[2]

## Playoffs
|  | Primera ronda     | Primera ronda | Primera ronda |   |                | Semifinales de Conferencia | Semifinales de Conferencia | Semifinales de Conferencia |  |    | Finales de Conferencia | Finales de Conferencia | Finales de Conferencia |  |    | Finales de la NBA | Finales de la NBA | Finales de la NBA |
|  |                   |               |               |   |                |                            |                            |                            |  |    |                        |                        |                        |  |    |                   |                   |                   |
|  | E1                | Miami*        | 4             |   |                |                            |                            |                            |  |    |                        |                        |                        |  |    |                   |                   |                   |
|  | E8                | Milwaukee     | 0             |   |                |                            |                            |                            |  |    |                        |                        |                        |  |    |                   |                   |                   |
|  | E8                | Milwaukee     | 0             |   | E1             | Miami*                     | 4                          |                            |  |    |                        |                        |                        |  |    |                   |                   |                   |
|  |                   |               |               |   | E1             | Miami*                     | 4                          |                            |  |    |                        |                        |                        |  |    |                   |                   |                   |
|  |                   | E5            | Chicago       | 1 |                |                            |                            |                            |  |    |                        |                        |                        |  |    |                   |                   |                   |
|  | E4                | E5            | Chicago       | 1 | Brooklyn       | 3                          |                            |                            |  |    |                        |                        |                        |  |    |                   |                   |                   |
|  | E4                |               |               |   | Brooklyn       | 3                          |                            |                            |  |    |                        |                        |                        |  |    |                   |                   |                   |
|  | E5                | Chicago       | 4             |   |                |                            |                            |                            |  |    |                        |                        |                        |  |    |                   |                   |                   |
|  | E5                | Chicago       | 4             |   |                |                            |                            |                            |  | E1 | Miami*                 | 4                      |                        |  |    |                   |                   |                   |
|  | Conferencia Este  |               |               |   |                |                            |                            |                            |  | E1 | Miami*                 | 4                      |                        |  |    |                   |                   |                   |
|  |                   | E3            | Indiana*      | 3 |                |                            |                            |                            |  |    |                        |                        |                        |  |    |                   |                   |                   |
|  | E2                | E3            | Indiana*      | 3 | New York*      | 4                          |                            |                            |  |    |                        |                        |                        |  |    |                   |                   |                   |
|  | E2                |               |               |   | New York*      | 4                          |                            |                            |  |    |                        |                        |                        |  |    |                   |                   |                   |
|  | E7                | Boston        | 2             |   |                |                            |                            |                            |  |    |                        |                        |                        |  |    |                   |                   |                   |
|  | E7                | Boston        | 2             |   | E2             | New York*                  | 2                          |                            |  |    |                        |                        |                        |  |    |                   |                   |                   |
|  |                   |               |               |   | E2             | New York*                  | 2                          |                            |  |    |                        |                        |                        |  |    |                   |                   |                   |
|  |                   | E3            | Indiana       | 4 |                |                            |                            |                            |  |    |                        |                        |                        |  |    |                   |                   |                   |
|  | E3                | E3            | Indiana       | 4 | Indiana*       | 4                          |                            |                            |  |    |                        |                        |                        |  |    |                   |                   |                   |
|  | E3                |               |               |   | Indiana*       | 4                          |                            |                            |  |    |                        |                        |                        |  |    |                   |                   |                   |
|  | E6                | Atlanta       | 2             |   |                |                            |                            |                            |  |    |                        |                        |                        |  |    |                   |                   |                   |
|  | E6                | Atlanta       | 2             |   |                |                            |                            |                            |  |    |                        |                        |                        |  | E1 | Miami*            | 4                 |                   |
|  |                   |               |               |   |                |                            |                            |                            |  |    |                        |                        |                        |  | E1 | Miami*            | 4                 |                   |
|  |                   | O2            | San Antonio*  | 3 |                |                            |                            |                            |  |    |                        |                        |                        |  |    |                   |                   |                   |
|  | O1                | O2            | San Antonio*  | 3 | Oklahoma City* | 4                          |                            |                            |  |    |                        |                        |                        |  |    |                   |                   |                   |
|  | O1                |               |               |   | Oklahoma City* | 4                          |                            |                            |  |    |                        |                        |                        |  |    |                   |                   |                   |
|  | O8                | Houston       | 2             |   |                |                            |                            |                            |  |    |                        |                        |                        |  |    |                   |                   |                   |
|  | O8                | Houston       | 2             |   | O1             | Oklahoma City*             | 1                          |                            |  |    |                        |                        |                        |  |    |                   |                   |                   |
|  |                   |               |               |   | O1             | Oklahoma City*             | 1                          |                            |  |    |                        |                        |                        |  |    |                   |                   |                   |
|  |                   | O5            | Memphis       | 4 |                |                            |                            |                            |  |    |                        |                        |                        |  |    |                   |                   |                   |
|  | O4                | O5            | Memphis       | 4 | L.A. Clippers* | 2                          |                            |                            |  |    |                        |                        |                        |  |    |                   |                   |                   |
|  | O4                |               |               |   | L.A. Clippers* | 2                          |                            |                            |  |    |                        |                        |                        |  |    |                   |                   |                   |
|  | O5                | Memphis       | 4             |   |                |                            |                            |                            |  |    |                        |                        |                        |  |    |                   |                   |                   |
|  | O5                | Memphis       | 4             |   |                |                            |                            |                            |  | O5 | Memphis                | 0                      |                        |  |    |                   |                   |                   |
|  | Conferencia Oeste |               |               |   |                |                            |                            |                            |  | O5 | Memphis                | 0                      |                        |  |    |                   |                   |                   |
|  |                   | O2            | San Antonio*  | 4 |                |                            |                            |                            |  |    |                        |                        |                        |  |    |                   |                   |                   |
|  | O2                | O2            | San Antonio*  | 4 | San Antonio*   | 4                          |                            |                            |  |    |                        |                        |                        |  |    |                   |                   |                   |
|  | O2                |               |               |   | San Antonio*   | 4                          |                            |                            |  |    |                        |                        |                        |  |    |                   |                   |                   |
|  | O7                | L.A. Lakers   | 0             |   |                |                            |                            |                            |  |    |                        |                        |                        |  |    |                   |                   |                   |
|  | O7                | L.A. Lakers   | 0             |   | O2             | San Antonio*               | 4                          |                            |  |    |                        |                        |                        |  |    |                   |                   |                   |
|  |                   |               |               |   | O2             | San Antonio*               | 4                          |                            |  |    |                        |                        |                        |  |    |                   |                   |                   |
|  |                   | O6            | Golden State  | 2 |                |                            |                            |                            |  |    |                        |                        |                        |  |    |                   |                   |                   |
|  | O3                | O6            | Golden State  | 2 | Denver         | 2                          |                            |                            |  |    |                        |                        |                        |  |    |                   |                   |                   |
|  | O3                |               |               |   | Denver         | 2                          |                            |                            |  |    |                        |                        |                        |  |    |                   |                   |                   |
|  | O6                | Golden State  | 4             |   |                |                            |                            |                            |  |    |                        |                        |                        |  |    |                   |                   |                   |

## Líderes de las estadísticas
Actualizada: 01-04-2013
| Categoría               | Jugador              | Equipo                | Estadísticas |
| ----------------------- | -------------------- | --------------------- | ------------ |
| Puntos por partido      | Carmelo Anthony      | New York Knicks       | 28,7         |
| Rebotes por partido     | Dwight Howard        | Los Angeles Lakers    | 12,4         |
| Asistencias por partido | Rajon Rondo          | Boston Celtics        | 11,1         |
| Robos por partido       | Chris Paul           | Los Angeles Clippers  | 2,41         |
| Tapones por partido     | Serge Ibaka          | Oklahoma City Thunder | 3,03         |
| Pérdidas por partido    | James Harden         | Houston Rockets       | 3,8          |
| Minutos por partido     | Luol Deng            | Chicago Bulls         | 38,7         |
| Faltas por partido      | Dwight Howard        | Lakers                | 3,8          |
| Valoración por partido  | LeBron James         | Miami Heat            | 32,3         |
| % Tiros de campo        | DeAndre Jordan       | Los Angeles Clippers  | 64,3%        |
| % Tiros libres          | Kevin Durant         | Oklahoma City Thunder | 90,5%        |
| % Tiros de 3            | José Manuel Calderón | Detroit Pistons       | 46,1%        |
| Doble-dobles            | David Lee            | Golden State Warriors | 56           |
| Triple-dobles           | Rajon Rondo          | Boston Celtics        | 5            |

## Premios

### Reconocimientos individuales
- MVP de la Temporada
  -  LeBron James, Miami Heat[3]
- Rookie del Año
  -  Damian Lillard, Portland Trail Blazers[4]
- Mejor Defensor
  -  Marc Gasol, Memphis Grizzlies[5]
- Mejor Sexto Hombre
  -  J. R. Smith, New York Knicks[6]
- Jugador Más Mejorado
  -  Paul George, Indiana Pacers[7]
- Jugador Más Deportivo
  -  Jason Kidd, New York Knicks[8]
- Premio Mejor Ciudadano J. Walter Kennedy
  -  Kenneth Faried, Denver Nuggets[9]
- Entrenador del año
  -  George Karl, Denver Nuggets[10]
- Ejecutivo del Año
  -  Masai Ujiri, Denver Nuggets[11]

| - Mejor quinteto: - A Kevin Durant, Oklahoma City Thunder - A LeBron James, Miami Heat - P Tim Duncan, San Antonio Spurs - B Kobe Bryant, Los Angeles Lakers - B Chris Paul, Los Angeles Clippers | - 2.º Mejor quinteto: - A Blake Griffin, Los Angeles Clippers - A Carmelo Anthony, New York Knicks - P Marc Gasol, Memphis Grizzlies - B Russell Westbrook, Oklahoma City Thunder - B Tony Parker, San Antonio Spurs | - 3.er Mejor quinteto: - A Paul George, Indiana Pacers - A David Lee, Golden State Warriors - P Dwight Howard, Los Angeles Lakers - B James Harden, Houston Rockets - B Dwyane Wade, Miami Heat |

| - Mejor quinteto defensivo: - A LeBron James, Miami Heat - A Serge Ibaka, Oklahoma City Thunder - P Joakim Noah, Chicago Bulls - P Tyson Chandler, New York Knicks - B Tony Allen, Memphis Grizzlies - B Chris Paul, Los Angeles Clippers | - 2.º Mejor quinteto defensivo: - A Paul George, Indiana Pacers - A Tim Duncan, San Antonio Spurs - P Marc Gasol, Memphis Grizzlies - B Avery Bradley, Boston Celtics - B Mike Conley, Memphis Grizzlies |

| - Mejor quinteto de rookies: - B Damian Lillard, Portland Trail Blazers - B Bradley Beal, Washington Wizards - B Dion Waiters, Cleveland Cavaliers - A Harrison Barnes, Golden State Warriors - P Anthony Davis, New Orleans Hornets | - 2.º Mejor quinteto de rookies: - P Andre Drummond, Detroit Pistons - P Jonas Valančiūnas, Toronto Raptors - A Michael Kidd-Gilchrist, Charlotte Bobcats - A Kyle Singler, Detroit Pistons - A Tyler Zeller, Cleveland Cavaliers |

### Jugador de la semana
| Semana                            | Conferencia Este                         | Conferencia Oeste                                | Ref.   |
| --------------------------------- | ---------------------------------------- | ------------------------------------------------ | ------ |
| 30 de octubre - 4 de noviembre    | Brandon Jennings (Milwaukee Bucks) (1/2) | James Harden (Houston Rockets) (1/2)             | [ 12 ] |
| 5 de noviembre - 11 de noviembre  | LeBron James (Miami Heat) (1/5)          | Kenneth Faried (Denver Nuggets) (1/1)            | [ 13 ] |
| 12 de noviembre - 18 de noviembre | LeBron James (Miami Heat) (2/5)          | Kevin Durant (Oklahoma City Thunder) (1/4)       | [ 14 ] |
| 19 de noviembre - 25 de noviembre | Al Horford (Atlanta Hawks) (1/1)         | Tim Duncan (San Antonio Spurs) (1/1)             | [ 15 ] |
| 26 de noviembre - 2 de diciembre  | Carmelo Anthony (New York Knicks) (1/2)  | Kevin Durant (Oklahoma City Thunder) (2/4)       | [ 16 ] |
| 3 de diciembre - 9 de diciembre   | Josh Smith (Atlanta Hawks) (1/1)         | Blake Griffin (Los Angeles Clippers) (1/1)       | [ 17 ] |
| 10 de diciembre - 16 de diciembre | Paul George (Indiana Pacers) (1/1)       | David Lee (Golden State Warriors) (1/2)          | [ 18 ] |
| 17 de diciembre - 23 de diciembre | LeBron James (Miami Heat) (3/5)          | Chris Paul (Los Angeles Clippers) (1/1)          | [ 19 ] |
| 24 de diciembre - 30 de diciembre | Monta Ellis (Milwaukee Bucks) (1/2       | Greivis Vásquez (New Orleans Hornets) (1/1)      | [ 20 ] |
| 31 de diciembre - 6 de enero      | Carmelo Anthony (New York Knicks) (2/2)  | James Harden (Houston Rockets) (2/2)             | [ 21 ] |
| 7 de enero - 13 de enero          | Brandon Jennings (Milwaukee Bucks) (2/2) | Kevin Durant (Oklahoma City Thunder) (3/4)       | [ 22 ] |
| 14 de enero - 20 de enero         | Carlos Boozer (Chicago Bulls) (1/1)      | Kevin Durant (Oklahoma City Thunder) (4/4)       | [ 23 ] |
| 21 de enero - 27 de enero         | Kyrie Irving (Cleveland Cavaliers) (1/1) | Tony Parker (San Antonio Spurs) (1/1)            | [ 24 ] |
| 28 de enero - 3 de febrero        | Nate Robinson (Chicago Bulls) (1/1)      | David Lee (Golden State Warriors) (2/2)          | [ 25 ] |
| 4 de febrero - 10 de febrero      | LeBron James (Miami Heat) (4/5)          | Russell Westbrook (Oklahoma City Thunder) (1/1)  | [ 26 ] |
| 19 de febrero - 24 de febrero     | LeBron James (Miami Heat) (5/5)          | Kobe Bryant (Los Angeles Lakers) (1/2)           | [ 27 ] |
| 25 de febrero - 3 de marzo        | Monta Ellis (Milwaukee Bucks) (2/2)      | Ty Lawson (Denver Nuggets) (1/1)                 | [ 28 ] |
| 4 de marzo - 10 de marzo          | Dwyane Wade (Miami Heat) (1/1)           | Kobe Bryant (Los Angeles Lakers) (2/2)           | [ 29 ] |
| 11 de marzo - 17 de marzo         | John Wall (Washington Wizards) (1/1)     | LaMarcus Aldridge (Portland Trail Blazers) (1/1) | [ 30 ] |
| 18 marzo - 24 de marzo            | LeBron James (Miami Heat) (6/6)          | James Harden (Houston Rockets) (3/3)             | [ 31 ] |
| 25 marzo - 31 de marzo            | J. R. Smith (New York Knicks) (1/1)      | Al Jefferson (Utah Jazz) (1/1)                   | [ 32 ] |
| 1 de abril - 7 de abril           | Carmelo Anthony (New York Knicks) (3/4)  | Nikola Peković (Minnesota Timberwolves) (1/1)    | [ 33 ] |
| 8 de abril - 14 de abril          | Carmelo Anthony (New York Knicks) (4/4)  | Kobe Bryant (Los Angeles Lakers) (3/3)           | [ 34 ] |

### Jugador del mes
| Mes               | Conferencia Este                        | Conferencia Oeste                           | Ref.   |
| ----------------- | --------------------------------------- | ------------------------------------------- | ------ |
| Octubre-noviembre | LeBron James (Miami Heat) (1/5)         | Kevin Durant (Oklahoma City Thunder) (1/1)  | [ 35 ] |
| Diciembre         | LeBron James (Miami Heat) (2/5)         | Chris Paul (Los Angeles Clippers) (1/1)     | [ 36 ] |
| Enero             | LeBron James (Miami Heat) (3/5)         | Tony Parker (San Antonio Spurs) (1/1)       | [ 37 ] |
| Febrero           | LeBron James (Miami Heat) (4/5)         | Kobe Bryant (Los Angeles Lakers) (1/1)      | [ 38 ] |
| Marzo             | LeBron James (Miami Heat) (5/5)         | Kevin Durant (Oklahoma City Thunder) (2/2)  | [ 39 ] |
| Abril             | Carmelo Anthony (New York Knicks) (1/1) | Stephen Curry (Golden State Warriors) (1/1) | [ 40 ] |

### Rookies del mes
| Mes               | Conferencia Este                                 | Conferencia Oeste                             | Ref.   |
| ----------------- | ------------------------------------------------ | --------------------------------------------- | ------ |
| Octubre-noviembre | Michael Kidd-Gilchrist (Charlotte Bobcats) (1/1) | Damian Lillard (Portland Trail Blazers) (1/6) | [ 41 ] |
| Diciembre         | Bradley Beal (Washington Wizards) (1/2)          | Damian Lillard (Portland Trail Blazers) (2/6) | [ 42 ] |
| Enero             | Bradley Beal (Washington Wizards) (2/2)          | Damian Lillard (Portland Trail Blazers) (3/6) | [ 43 ] |
| Febrero           | Dion Waiters (Cleveland Cavaliers) (1/1)         | Damian Lillard (Portland Trail Blazers) (4/6) | [ 44 ] |
| Marzo             | Jonas Valančiūnas (Toronto Raptors) (1/1)        | Damian Lillard (Portland Trail Blazers) (5/6) | [ 45 ] |
| Abril             | Chris Copeland (New York Knicks) (1/1)           | Damian Lillard (Portland Trail Blazers) (6/6) | [ 46 ] |

### Entrenador del Mes
| Mes               | Conferencia Este                     | Conferencia Oeste                            | Ref.   |
| ----------------- | ------------------------------------ | -------------------------------------------- | ------ |
| Octubre-noviembre | Avery Johnson (Brooklyn Nets) (1/1)  | Lionel Hollins (Memphis Grizzlies) (1/2)     | [ 47 ] |
| Diciembre         | Larry Drew (Atlanta Hawks) (1/1)     | Vinny Del Negro (Los Angeles Clippers) (1/1) | [ 48 ] |
| Enero             | Tom Thibodeau (Chicago Bulls) (1/1)  | George Karl (Denver Nuggets) (1/1)           | [ 49 ] |
| Febrero           | Erik Spoelstra (Miami Heat) (1/1)    | Lionel Hollins (Memphis Grizzlies) (2/2)     | [ 50 ] |
| Marzo             | Erik Spoelstra (Miami Heat) (2/2)    | George Karl (Denver Nuggets) (2/2)           | [ 51 ] |
| Abril             | Mike Woodson (New York Knicks) (1/1) | Mike D'Antoni (Los Angeles Lakers) (1/1)     | [ 52 ] |